# Rajouri (distrikt)
Rajouri är ett distrikt i Indien.   Det ligger i unionsterritoriet Jammu och Kashmir, i den norra delen av landet, 600 km nordväst om huvudstaden New Delhi. Antalet invånare är 642 415. Arean är 2 630 kvadratkilometer.